# Moluscos en la cultura

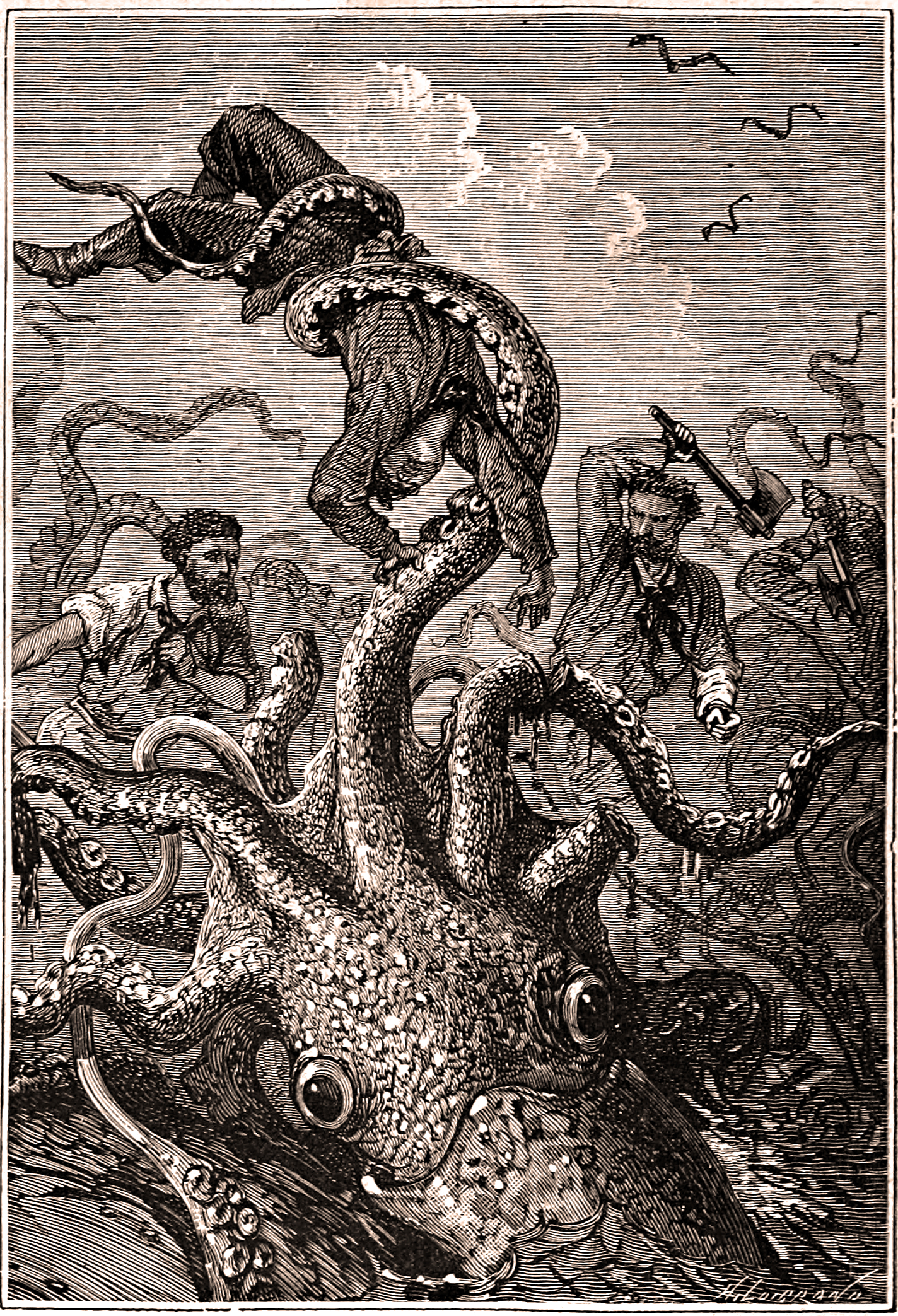
Monstruo marino molusco, obra de Alphonse de Neuville para ilustrar Veinte mil leguas de viaje submarino de Julio Verne, 1871.

Los moluscos en la cultura desempeñan diversos papeles, incluidos el arte y la literatura, con interacciones prácticas (tanto útiles como nocivas) y usos simbólicos.
Las interacciones prácticas con moluscos van desde su uso como alimento, donde especies tan diversas como los caracoles y los calamares se consumen en muchos países, hasta el empleo de moluscos como "dinero de concha" (shell money) y para fabricar tintes e instrumentos musicales, para el adorno personal con conchas marinas, perlas o nácar, como objetos para coleccionar, como monstruos marinos ficticios y como materia prima para artículos de artesanía como los "Sailor's Valentines". Algunos bivalvos son utilizados como bioindicadores para supervisar la integridad de entornos marinos y de agua dulce.
Las interacciones nocivas con los moluscos incluyen las picaduras de los caracoles cono y las mordeduras venenosas de ciertos pulpos; los pulpos de anillos azules sólo pican cuando se les provoca, pero su veneno mata a una cuarta parte de las personas mordidas. Algunos caracoles son vectores de enfermedades como la esquistosomiasis, una de las principales enfermedad tropicales que infecta a unos 200 millones de personas; otros son graves plagas para los cultivos, y especies como el caracol gigante de África oriental (Lissachatina fulica) han dañado los ecosistemas de las zonas donde se han introducido.
Las conchas de moluscos se han utilizado ampliamente en el arte, ya sea talladas directamente, a veces como camafeos, o representadas en pinturas. En la cultura popular, el caracol es conocido por su estereotipada lentitud, mientras que el pulpo y el calamar gigante aparecen en la literatura desde la época clásica como monstruos de las profundidades. Los monstruos multicéfalos y con tentáculos figuran como la Gorgona y la Medusa de la mitología griega, y el kraken de las leyendas nórdicas. El taxónomo Carl Linnaeus bautizó la concha de Venus como Venus dione, por la diosa del amor y su madre, y dio nombre a sus partes con descriptores abiertamente sexuales.

## Contexto
La cultura consiste en el comportamiento social y las normas que se encuentran en las sociedades humanas y se transmiten a través del aprendizaje social. La cultura universal de todas las sociedades humanas incluye formas expresivas como el arte, la música, la danza, los rituales, la religión y tecnologías como el uso de herramientas, la cocina, la vivienda y el vestido. El concepto de cultura material abarca expresiones físicas como la tecnología, la arquitectura y el arte, mientras que la cultura inmaterial incluye principios de organización social, mitología, filosofía, literatura y ciencia. Este artículo describe el papel que desempeñan los moluscos en la cultura humana, así definida.

## Interacciones prácticas

### Adorno

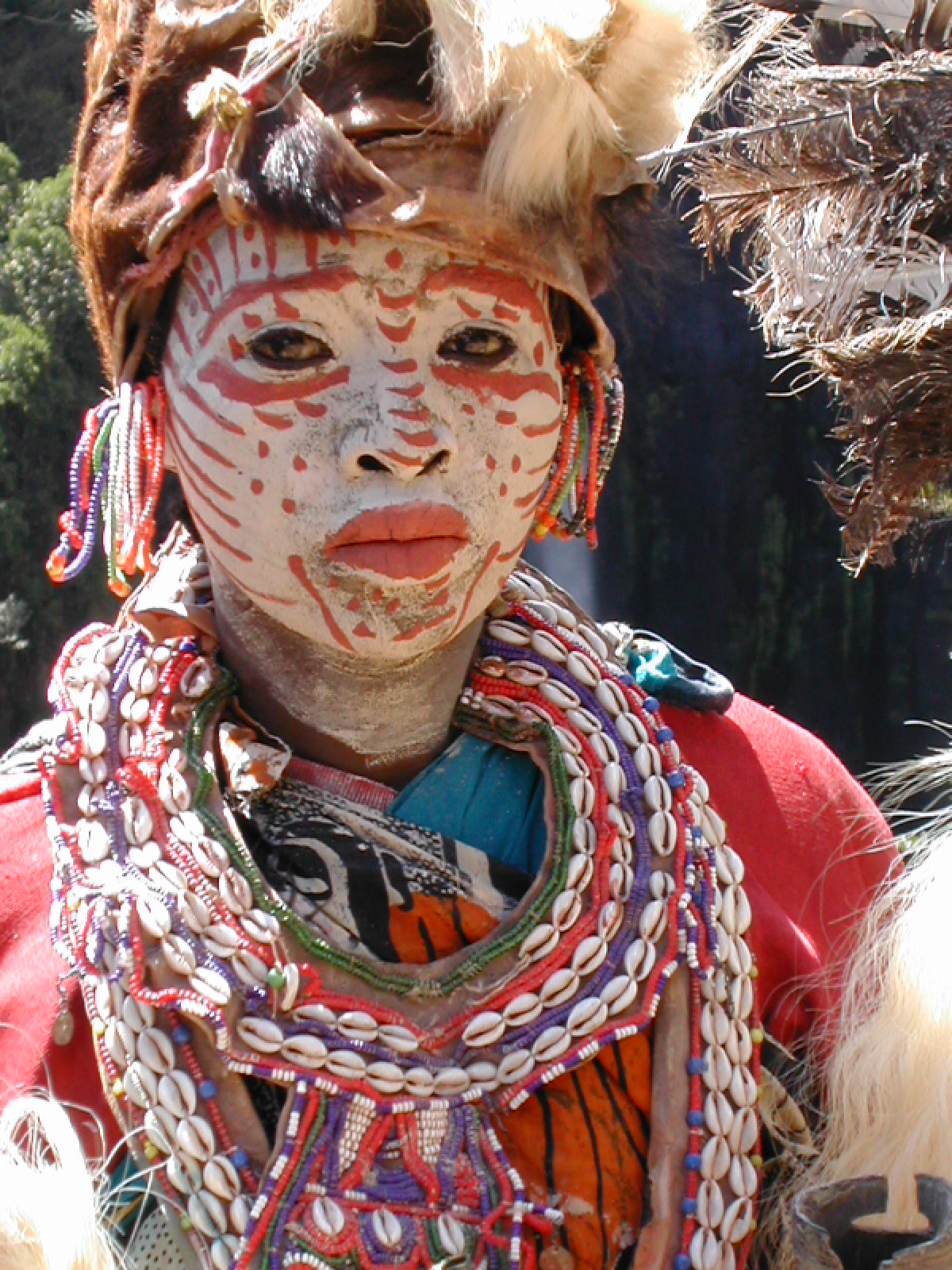
Conchas de gasterópodos, cauri, en el traje tradicional de los kikuyu de Kenia

Las conchas marinas son admiradas y coleccionadas por conquiliólogos y otras personas con fines científicos y por sus cualidades decorativas.
Las conchas marinas han sido utilizadas como adorno personal, tal como los cordones de cauri en la vestimenta tradicional de los kikuyu de Kenia, y la vestimenta formal de los Reyes y Reinas Nacarados (perlies) de Londres.
La mayoría de los moluscos con concha pueden producir perlas, pero sólo las de los bivalvos y algunos gasterópodos, cuyas conchas están recubiertas de nácar, son valiosas. Las mejores perlas naturales las producen las ostras marinas, Pinctada margaritifera y Pinctada mertensi, que viven en las aguas tropicales y subtropicales del océano Pacífico. Las perlas naturales se forman cuando un pequeño objeto extraño queda atrapado entre el manto y la concha.
Las perlas para joyería se cultivan insertando "semillas" o cuentas en las ostras. El método de las "semillas" utiliza granos de concha molida de mejillones de agua dulce, y la sobreexplotación para este fin ha puesto en peligro varias especies de mejillones de agua dulce en el sureste de Estados Unidos. La industria de la perla es tan importante en algunas zonas, que se gastan importantes sumas de dinero en vigilar la salud de los moluscos cultivados.

### Instrumentos musicales

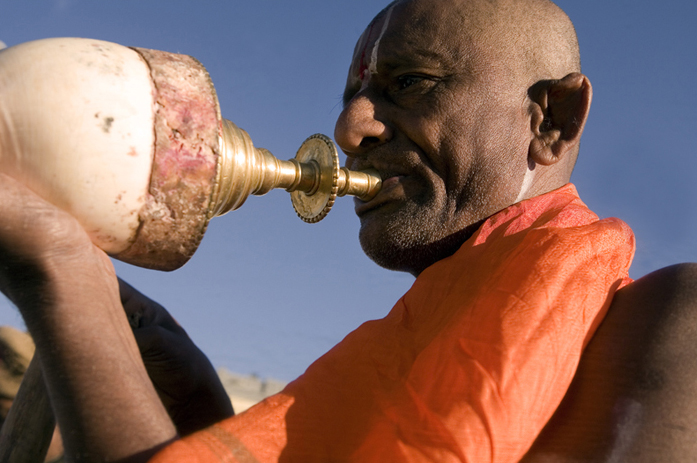
Sacerdote hindú tocando una trompeta ritual fabricada con la chank sagrada Turbinella pyrum

Las conchas marinas, entre ellas la sagrada chank o shankha (Turbinella pyrum), la "trompeta de Tritón" (Charonia tritonis) y la concha reina (Aliger gigas) se han utilizado como instrumentos musicales alrededor del mundo.

### Artesanía
En el siglo XIX, las conchas se convirtieron en objetos de artesanía, como los Sailor's Valentines. Las mujeres aborígenes de La Perouse, en Sídney, confeccionan objetos de recuerdo que ahora se consideran obras de arte.

### Alimento

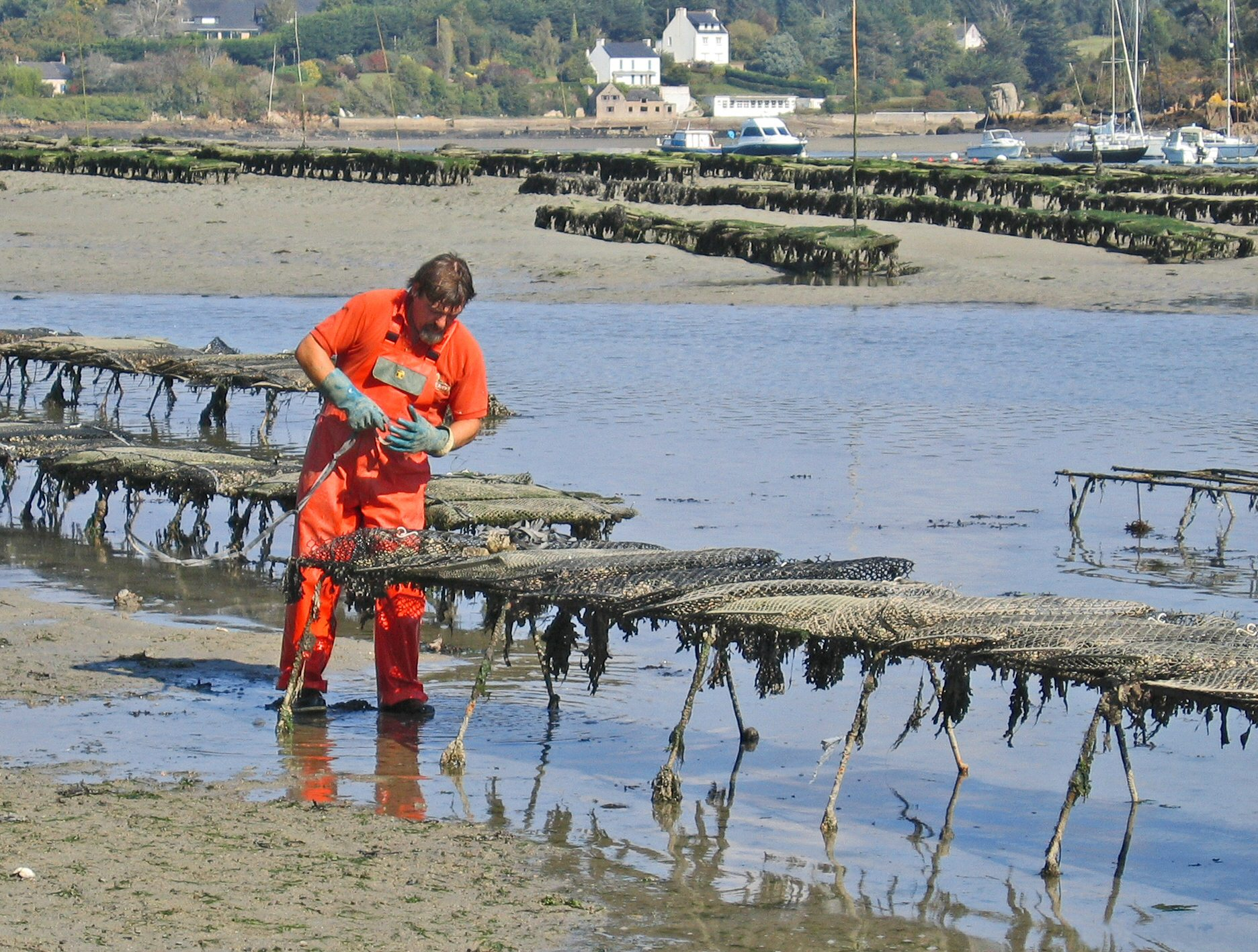
Ostricultura en Bretaña

Muchas especies de moluscos se recolectan o cazan para servir de alimento. Entre ellos se incluyen gasterópodos como el buccino, bivalvos como vieiras, berberechos, mejillones y almejas, y cefalópodos como pulpos y calamares.

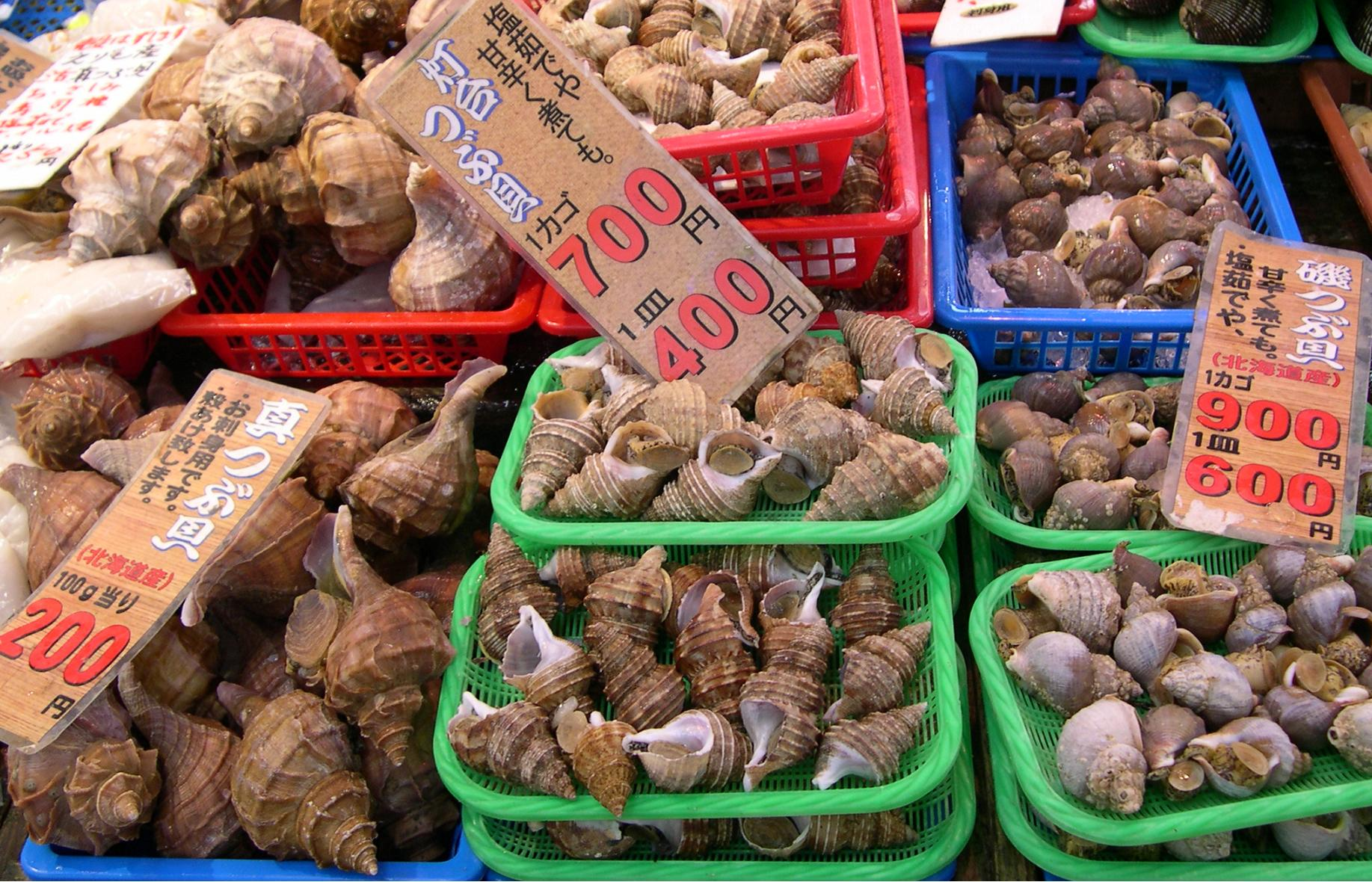
Varios tipos de buccinos a la venta en Japón

El cultivo de ostras, abalones y varias especies de mejillones está muy extendido; la ostricultura se remonta a la época romana.
Muchas recetas de todo el mundo se basan en moluscos de los tres órdenes principales. Entre los cefalópodos, tanto el pulpo como el calamar se utilizan en platos como los populares calamares fritos, el sushi y el sashimi. Entre los bivalvos, las almejas se utilizan para sopas espesadas (chowders) o como salsa para la pasta, como los spaghetti alle vongole, mientras que los mejillones se consumen como moules marinieres, hoy en día acompañados de patatas fritas. Entre las recetas con gasterópodos figuran los escargots y caracoles terrestres en la cocina francesa, y los buccinos en cocinas de todo el mundo.

### Púrpura imperial

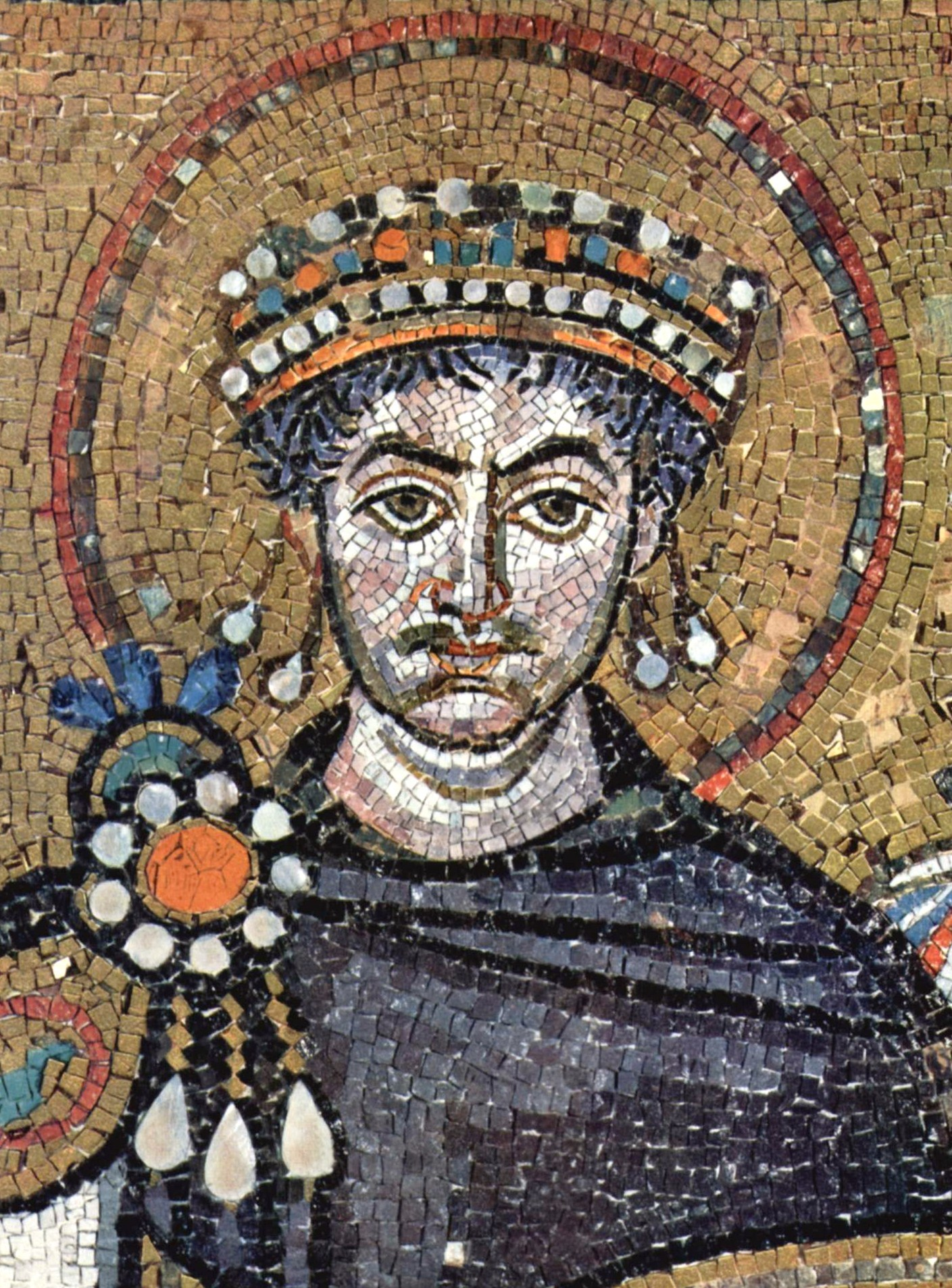
El emperador bizantino Justiniano I vestido de púrpura de Tiro y luciendo numerosas perlas

La púrpura de Tiro o imperial, elaborada a partir de las glándulas tintóreas de las conchas de murex, "... valía su peso en plata" en el siglo IV a. C., según Teopompo. El descubrimiento de grandes cantidades de conchas de murex en Creta sugiere que los minoicos podrían haber sido pioneros en la extracción de la "púrpura imperial" durante el periodo minoico medio, en los siglos XX-XVIII a. C., siglos antes que los tirios.

### Seda de mar
La seda de mar es un tejido fino, raro y valioso producido a partir de los largos hilos sedosos (byssus) que segregan varios moluscos bivalvos, en particular Pinna nobilis, para adherirse al fondo marino. Procopio, escribiendo sobre las guerras persas hacia el año 550 de nuestra era, afirmaba que "los cinco sátrapas hereditarios (gobernadores) de Armenia que recibían sus insignias del emperador romano recibían clámides (o mantos) hechos de lana pinna". Al parecer, sólo las clases dirigentes podían llevar estas clámides".

### Dinero de concha

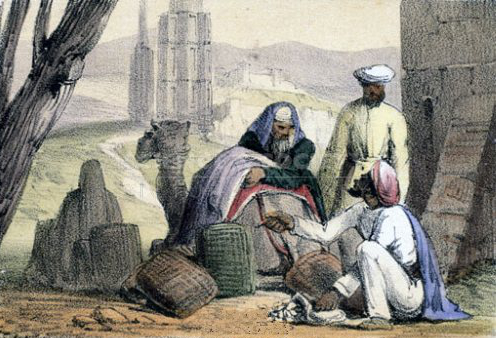
Dinero de concha en uso en un grabado de 1845

Los pueblos del Océano Índico, el Océano Pacífico, América del Norte, África y el Caribe han utilizado conchas como moneda, incluido el cauri o Monetaria moneta en las sociedades preindustriales. Sin embargo, no se utilizaban necesariamente para transacciones comerciales, sino principalmente como muestra de estatus social en ocasiones importantes, como las bodas. Cuando se utilizaban para transacciones comerciales, funcionaban como dinero para productos básicos, como un bien comerciable cuyo valor difería de un lugar a otro, a menudo como consecuencia de las dificultades de transporte, y que era vulnerable a una inflación incurable si aparecían medios de transporte más eficientes o comportamientos de "fiebre del oro". Entre las tribus de los bosques orientales de Norteamérica, las cuentas de concha conocidas como wampum se colgaban de cuerdas y se utilizaban como dinero.

### Bioindicadores
Los moluscos bivalvos se utilizan como bioindicadores para vigilar la calidad del medio acuático, tanto en agua dulce como en el medio marino. El estado y la estructura de sus poblaciones, su fisiología, su comportamiento y sus niveles de contaminación con sustancias químicas proporcionan una indicación detallada del estado del ecosistema. Como son sésiles, sirven como representantes de su entorno fácilmente controlables.

## Interacciones nocivas

### Picaduras y mordeduras

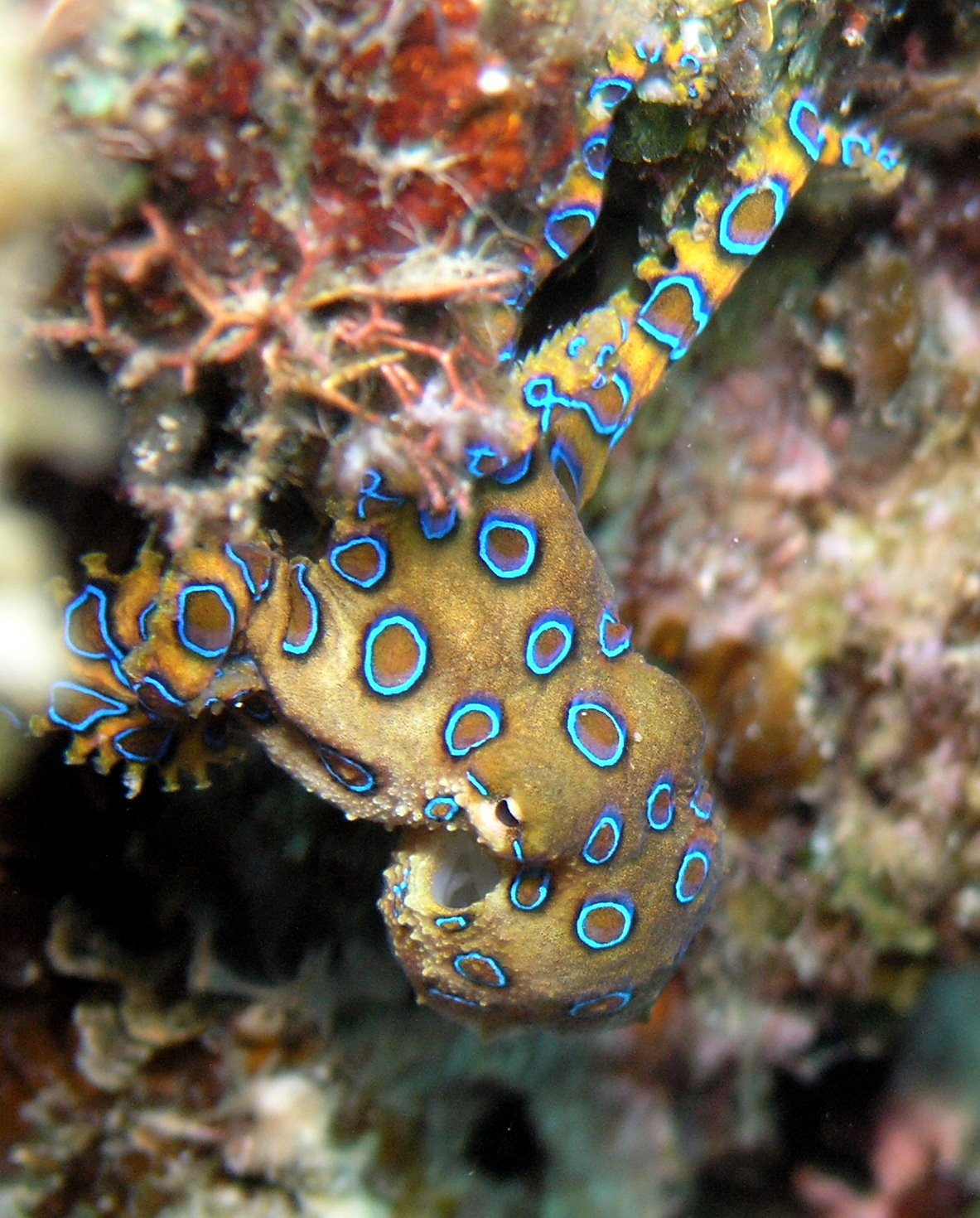
Los anillos del pulpo de anillos azules son una señal de advertencia; este pulpo está en alerta, y su mordedura puede matar.

Algunas especies de moluscos, como los pulpos y los caracoles cono, pueden picar o morder. Algunos presentan un riesgo grave para las personas que los manipulan. Sin embargo, las muertes por picaduras de medusas son diez veces más frecuentes que las producidas por mordeduras de moluscos.

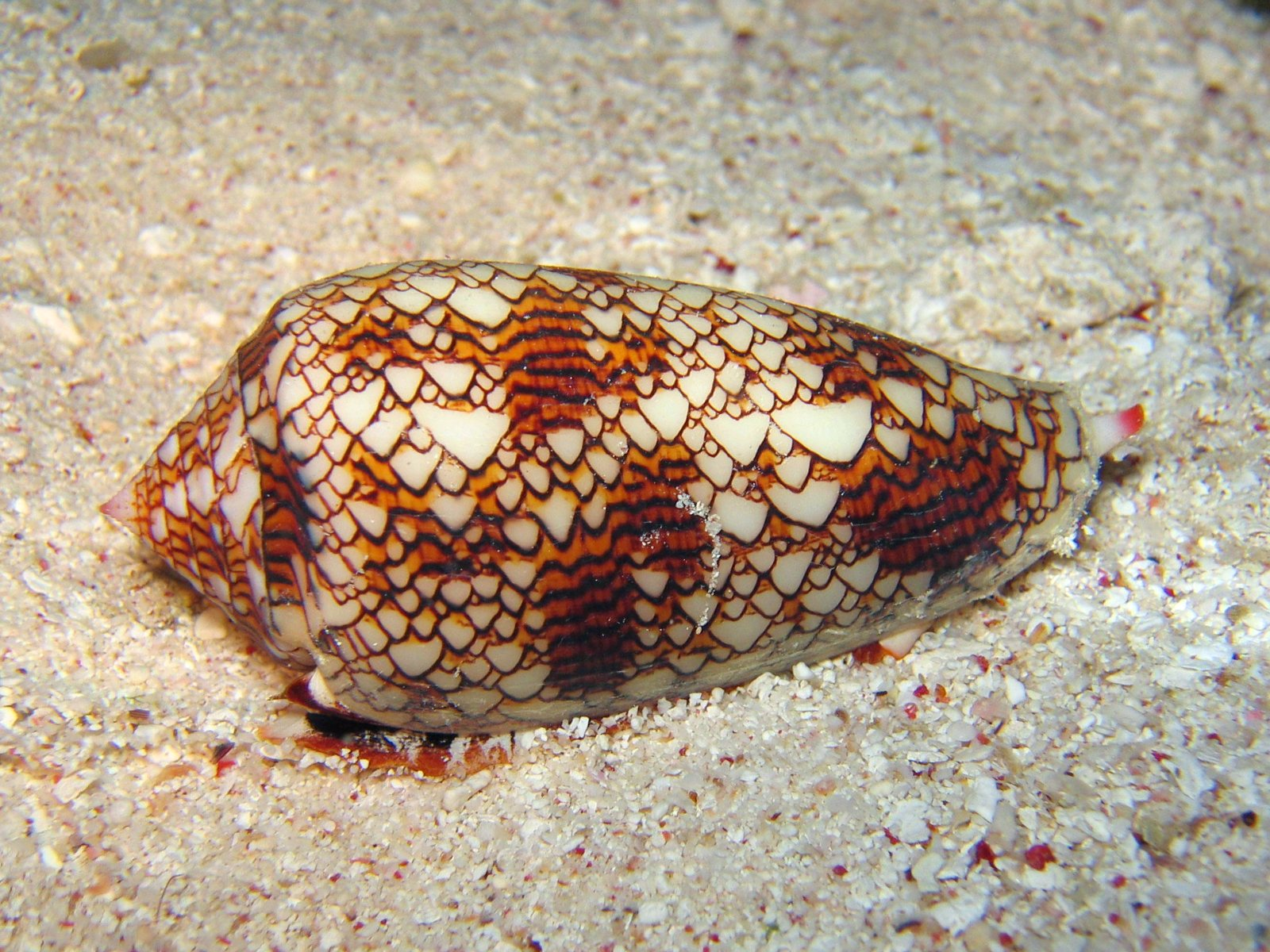
Los caracoles cono vivos pueden ser peligrosos para los coleccionistas de conchas, pero son útiles para los investigadores en neurología.

Todos los pulpos son venenosos, pero sólo unas pocas especies suponen una amenaza importante para el ser humano. Los pulpos de anillos azules (Hapalochlaena) de Australia y Nueva Guinea tienen un potente veneno y una coloración de advertencia. Sólo muerden a los humanos si se les provoca gravemente, pero su veneno mata a una cuarta parte de las personas mordidas. Otra especie tropical, Octopus apollyon, provoca una inflamación severa que puede durar más de un mes incluso si se trata correctamente. La picadura de O. rubescens puede causar necrosis que dura más de un mes si no se trata, y dolores de cabeza y debilidad que persisten hasta una semana incluso si se trata.
Todos los caracoles cono marinos son venenosos y pueden picar al manipularlos. Su veneno es una compleja mezcla de toxinas, algunas de acción rápida y otras más lentas pero mortales. Se han registrado muchas picaduras dolorosas y algunas mortales. Sólo algunas de las especies más grandes de caracoles cono pueden resultar peligrosas para el ser humano. Los efectos de las toxinas individuales de los caracoles cono en el sistema nervioso de las víctimas son tan precisos que resultan útiles para la investigación en neurología, y el pequeño tamaño de sus moléculas facilita su síntesis.
La creencia tradicional de que las almejas gigantes pueden atrapar la pierna de una persona entre sus valvas, provocando así su ahogamiento, es un mito.

### Vectores de enfermedades

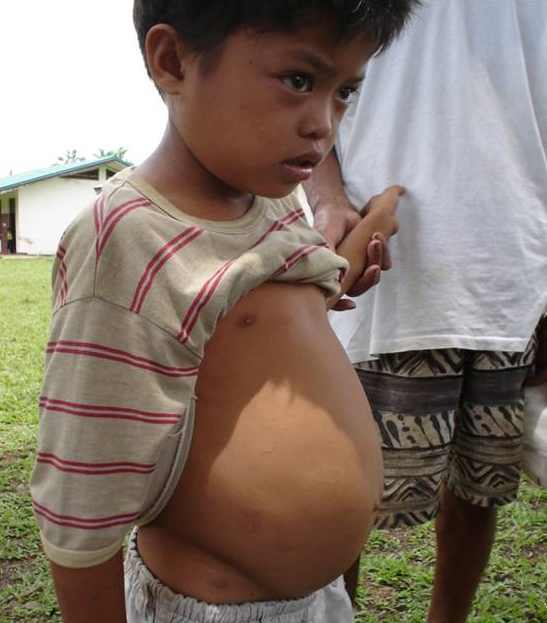
Un niño con esquistosomiasis, enfermedad parasitaria hospedada por moluscos gasterópodos de agua dulce

Los moluscos son vectores de enfermedades parasitarias como la esquistosomiasis, una de las principales enfermedades tropicales, sólo superada por la malaria. Está causada por duelas, Schistosoma spp., e infecta a unos 200 millones de personas en 74 países. Las duelas tienen un ciclo vital complejo, con caracoles de agua dulce como huéspedes intermediarios; las personas que nadan o se lavan en el agua corren riesgo de infección. Los moluscos también pueden ser portadores de la angiostrongiliasis, una enfermedad causada por los gusanos del género Angiostrongylus spp., que puede aparecer tras consumir voluntaria o involuntariamente caracoles crudos, babosas, otros moluscos e incluso frutas y verduras sin lavar.

### Plagas
Algunos caracoles y babosas son graves plagas para los cultivos y, en nuevos entornos, pueden desequilibrar los ecosistemas locales. Una de estas plagas, el caracol gigante africano (Lissachatina fulica), se ha introducido en muchas partes de Asia e islas de los océanos Índico y Pacífico, llegando a las Antillas en la década de 1990. El caracol depredador Euglandina rosea se introdujo sin éxito en un intento de controlarlo, ya que el depredador ignoró a A. fulica pero, en cambio, extirpó varias especies de caracoles autóctonos.

## Interacciones simbólicas

### Epítetos

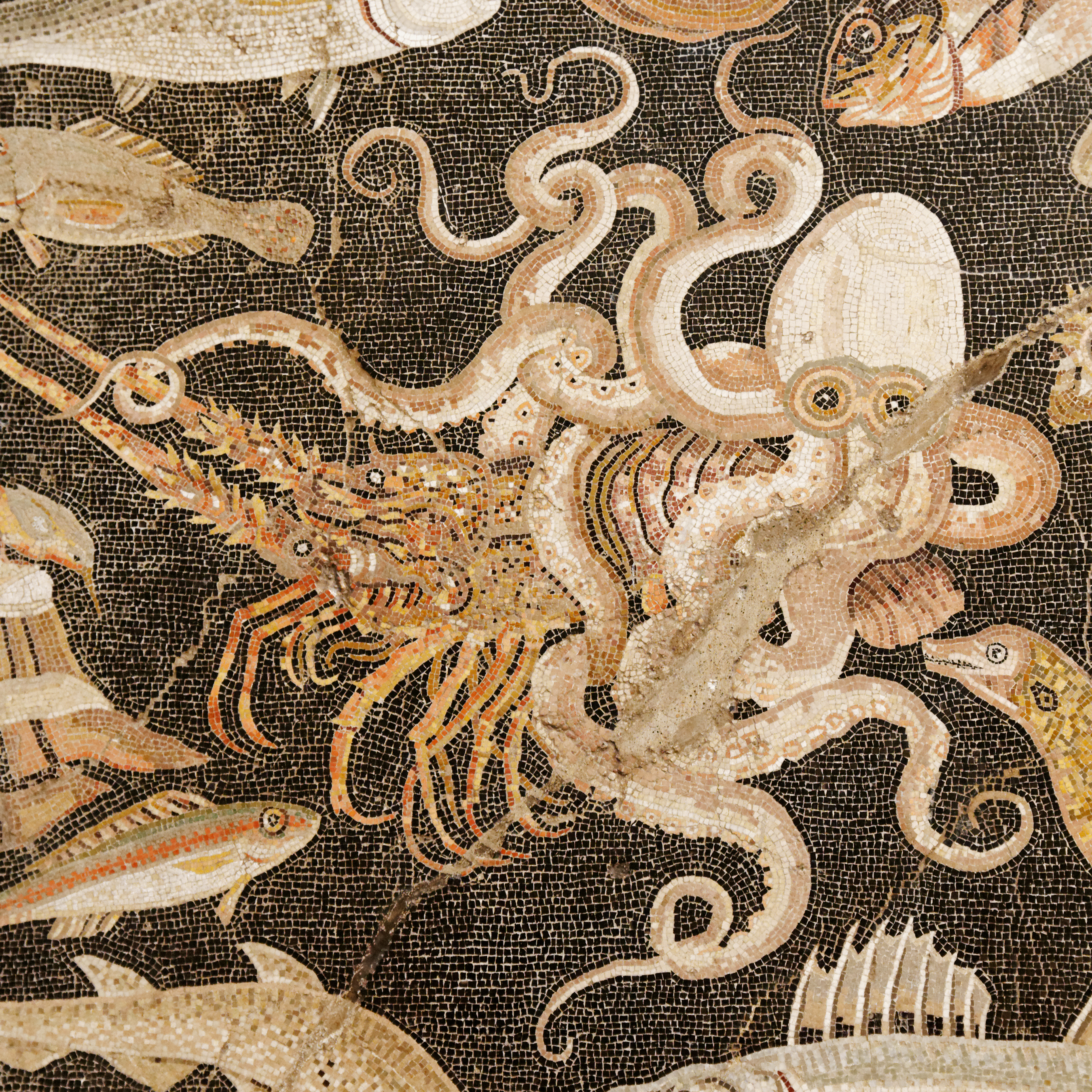
Mosaico romano de la "Casa del Fauno Danzante", Pompeya, que muestra un pulpo luchando con un cangrejo de río

El caracol aparece en un epíteto animal por su estereotipada lentitud, mientras que su pariente sin concha, la babosa, denota de forma similar a una persona perezosa y repugnante.

### Monstruos de las profundidades
Los moluscos cefalópodos, como el pulpo y el calamar gigante, han sido considerados monstruos de las profundidades desde la época clásica. Aristóteles (siglo IV a. C.) los describe en su Historia de los animales y Plinio el Viejo (siglo I d. C.) en su Historia natural. La Gorgona de la mitología griega puede haberse inspirado en el pulpo o calamar, la cabeza cortada de Medusa representando al animal, el pico como la lengua y los colmillos salientes, y sus tentáculos como las serpientes. El monstruo marino de seis cabezas de la Odisea, Escila, pudo tener un origen similar. La leyenda nórdica del kraken también pudo derivar de avistamientos de grandes cefalópodos; el escritor de ciencia ficción Julio Verne relató un monstruo parecido al kraken en su novela de 1870 Veinte mil leguas de viaje submarino.

### En el arte
- En todo el mundo, los nautilos se capturan para tallar sus elegantes conchas y por su capa interna de nácar, un sustituto de la perla.[64][65][66]
- El nácar, que recubre las conchas de algunos moluscos, se utiliza para fabricar joyas orgánicas. Tradicionalmente se ha incrustado en muebles y cajas, sobre todo en China. Se ha utilizado para decorar instrumentos musicales, relojes, pistolas, abanicos y otros productos.[67]
- En el sur de Italia se han utilizado conchas como alternativa más barata a la piedra estratificada para tallar camafeos.[68] En las bellas artes del Renacimiento italiano, el Nacimiento de Venus, de Sandro Botticelli (c. 1486), representa a la diosa Venus emergiendo de las olas sobre una concha de vieira.[69]
- En el Siglo de Oro holandés, pintores de naturalezas muertas como Adriaen Coorte representaban a menudo en sus composiciones conchas marinas ornamentadas de diversos tipos.[70]

#### Galería

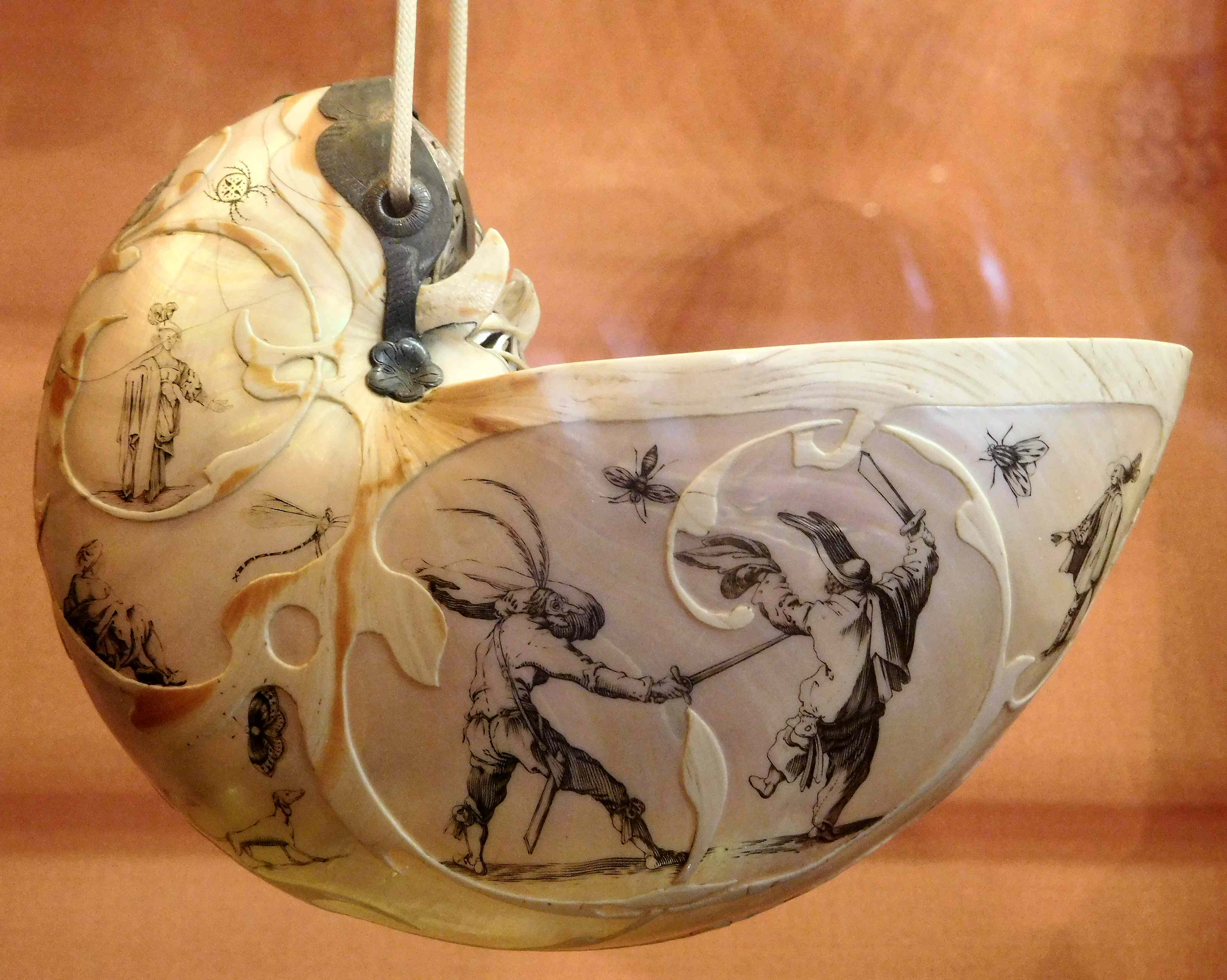
Concha de nautilo tallada y pintada con escenas de fantasía de figuras humanas y animales.
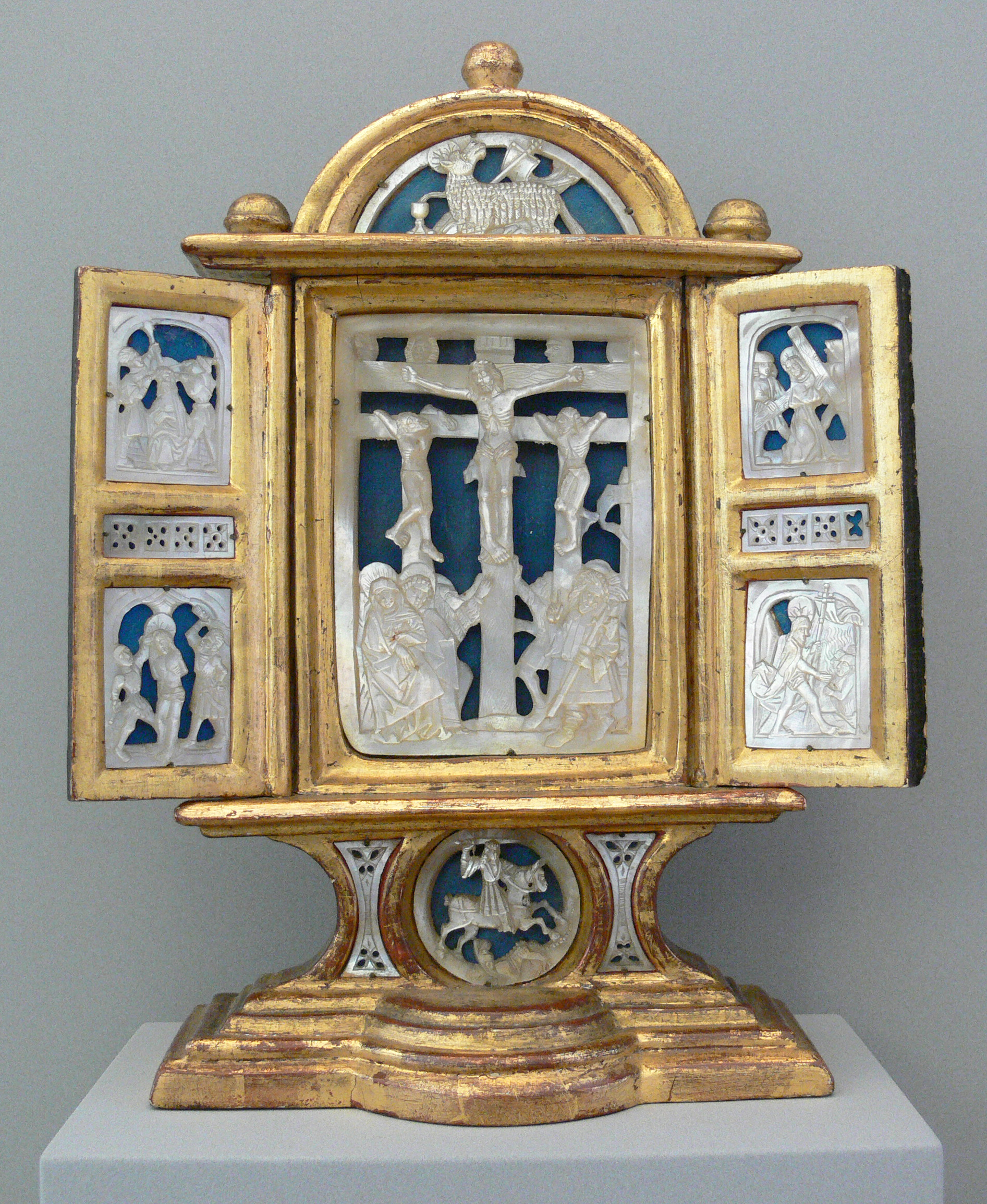
Nácar tallado en un retablo del siglo XVI, Augsburgo
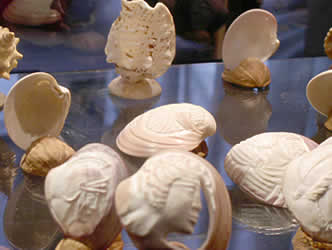
Miniaturas talladas en conchas marinas
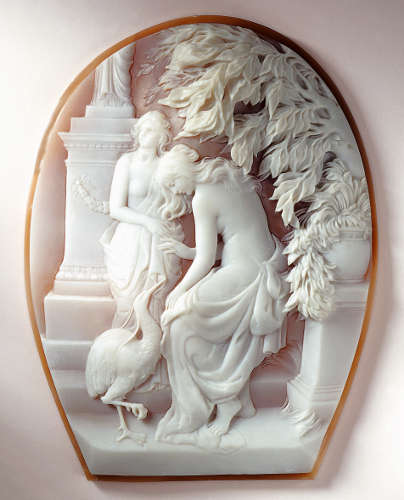
Camafeo tallado en concha de Cassis madagascariensis, 1925, Nápoles
El nacimiento de Venus de Sandro Botticelli, c. 1486
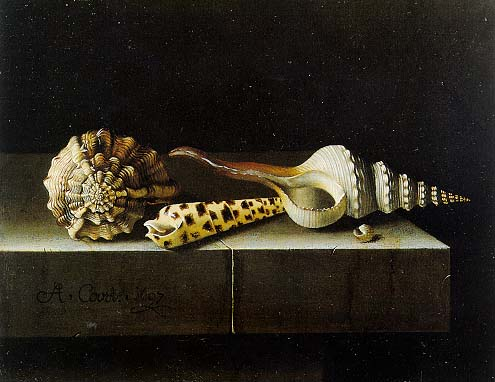
Bodegón con conchas, Adriaen Coorte, 1697

### Concha de Venus de Linneo

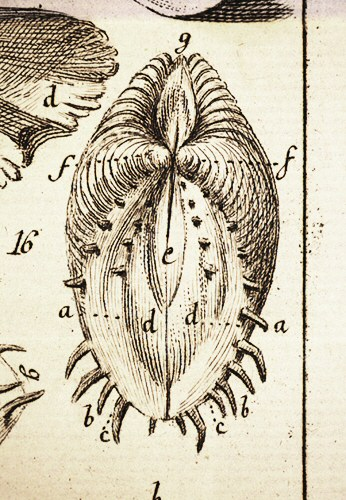
"Venus dione" dibujada por Linneo en su Fundamenta Testaceologiae, 1771

En su Systema Naturae de 1758, y luego en su Fundamenta Testaceologiae de 1771, el taxónomo pionero Carl Linnaeus utilizó una serie de términos sexuales "inquietantes" para describir la concha de Venus: vulva, anus, nates (nalgas), pubis, mons veneris, labia, hymen. Además, llamó a la especie Venus dione, por Venus, la diosa del amor, y Dione, su madre. El biólogo evolucionista Stephen Jay Gould calificó la descripción de Linneo de "uno de los párrafos más notables de la historia de la sistemática". Algunos naturalistas posteriores consideraron incómodos los términos empleados por Linneo; en una reseña de 1803 se comentaba que "algunos de estos términos, por muy justificados que estén por las semejanzas y analogías que expresan, ... no son del todo conciliables con la delicadeza que debe observarse en el discurso ordinario", mientras que en el Suplemento de la Encyclopædia Britannica de 1824 se criticaba a Linneo por "permitirse alusiones obscenas".